# Acacia incanicarpa
Acacia incanicarpa é uma espécie de leguminosa do gênero Acacia, pertencente à família Fabaceae.